# Novi Beograd

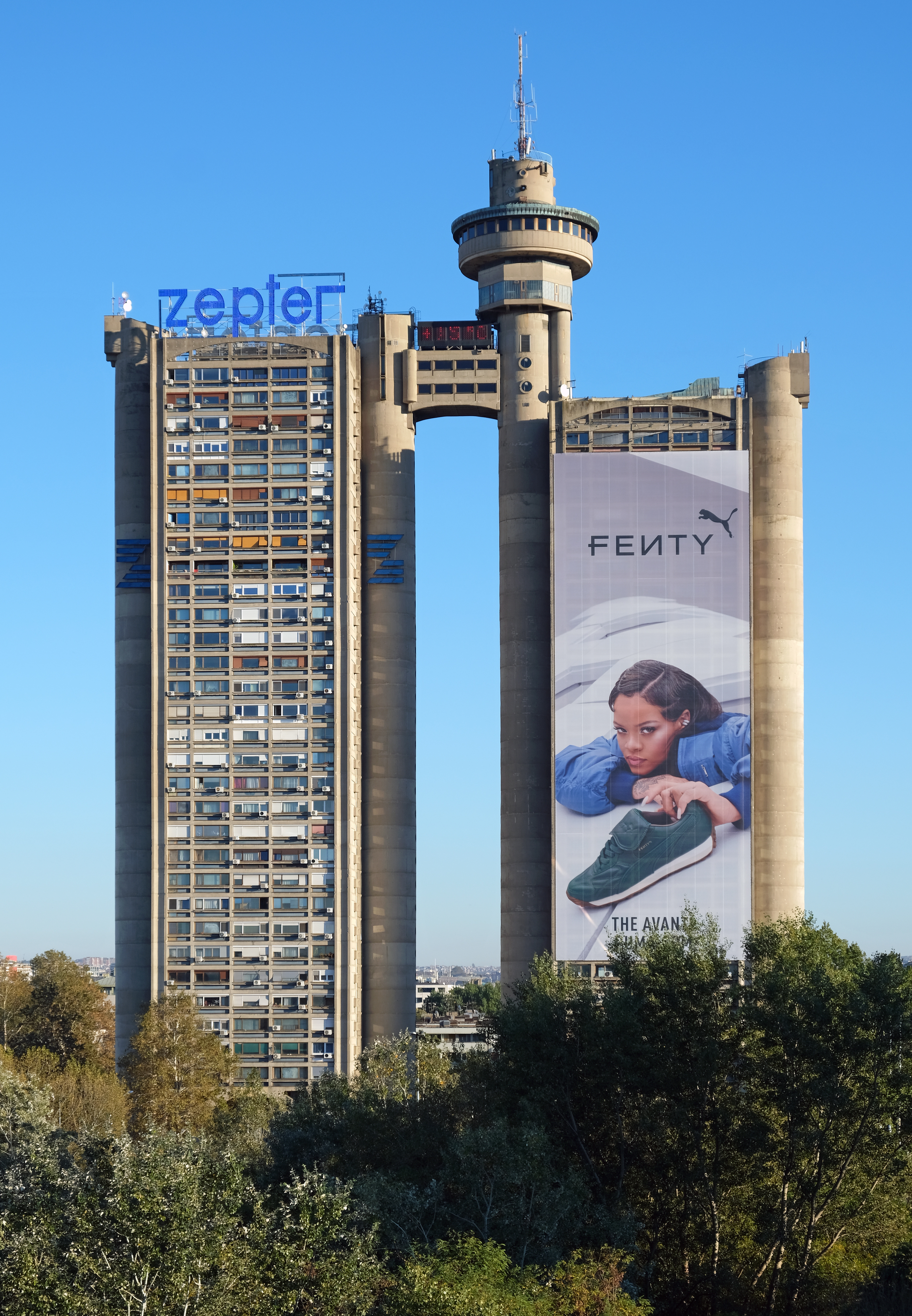
De westpoort van Novi Beograd

Novi Beograd of Nieuw-Belgrado (Servisch: Нови Београд) is een van de tien urbane gemeenten waar de Servische hoofdstad Belgrado uit bestaat. Het is tevens een van de zeventien gemeenten binnen het district Belgrado. De gemeente heeft een oppervlakte van 40,74 km².
Het is een stad binnen een stad, het hoogst bevolkte deel van Belgrado met rond de 300.000 inwoners, met veel economische activiteit. Novi Beograd heeft vele hoge kantoorgebouwen en woontorens. Er werken meer dan 100.000 mensen in 5000 bedrijven. Anno 2008 was er een grote bouwactiviteit.

## Geografie
Novi Beograd ligt op de linkeroever van de Sava, waar deze rivier in de Donau stroomt, in het uiterste oosten van de regio Syrmië. Tot 1920 maakte dit gebied deel uit van het Hongaarse deel van de dubbelmonarchie Oostenrijk-Hongarije.
Ten opzichte van het oude Belgrado ligt Novi Beograd in het westen aan de overkant van de Sava.
Het is hiermee verbonden door middel van zes bruggen; de Adabrug, de Gazela, Branko's brug, de Oude Sava brug, en de oude en nieuwe spoorbrug. De Europese weg 75 loopt dwars door Novi Beograd, met vijf ongelijkvloerse kruisingen.
Het gebied valt vooral op door zijn vlakheid, wat een groot contrast is met het oude Belgrado dat op 32 heuvels is gebouwd. Met uitzondering van het westelijke deel (Bežanija) is Novi Beograd vanaf 1948 gebouwd op wat vroeger een moerasachtig gebied was. Hiertoe zijn jarenlang grote hoeveelheden zand getransporteerd van het nabijgelegen Donau-eiland Malo Ratno Ostrvo, wat een zeer grote impact heeft gehad op het uiterlijk van dat eiland. Andere geografische kenmerken zijn het kleine schiereiland Mala Ciganlija en het eiland Ada Međica, die beide in de Sava liggen, en de winterhaven Zimovnik bij de Mala Ciganlija, waar de scheepswerf van Belgrado ligt. De lösshelling van Bežanijska Kosa ligt in het westelijke deel van de gemeente en in het zuiden stroomt de gekanaliseerde rivier de Galovica in de Sava.
Ondanks dat Novi Beograd geen echte bossen heeft, heeft de gemeente van alle urbane gemeenten van Belgrado het hoogste percentage groen. Het grootste deel hiervan wordt ingenomen door het grote park van Ušće. Ten zuidoosten hier van bevindt zich het nieuwe Park Republika Srpska.

## Bevolking

### Etniciteit
Etnische verdeling tijdens de volkstelling van 2002:
- Serviërs: 86,0%
- Joegoslaven: 2,5%
- Montenegrijnen: 2,4%
- Kroaten: 1,2%
- Roma: 1,1%
- Macedoniërs: 0,8%
- overige etnische groepen zijn onder andere Chinezen

## Buurten
De volgende buurten bevinden zich in Novi Beograd:
| - Ada Međica - Bežanija - Bežanijska Kosa - Blokovi - Dr Ivan Ribar |  | - Kartonsko naselje - Ledine - Mala Ciganlija - Savski Nasip - Staro Sajmište |  | - Studentski Grad - Tošin Bunar - Ušće - Fontana |